# Союз Т-8
Союз Т-8 — радянський космічний корабель (КК) серії «Союз Т», типу Союз Т (7К-СТ). Серійний номер 14Л. Реєстраційні номери: NSSDC ID: 1983-035A; NORAD ID: 14014.
Здійснив пілотований політ з екіпажем Титов/Стрекалов/Серебров.
Основною метою місії був ремонт несправних сонячних батарей орбітальної станції Салют-7. Не вдалось зістикуватись з орбітальним комплексом Салют-7 — Космос-1443, який з грудня 1982 року перебував у автоматичному режимі польоту, оскільки стався збій у роботі антени автоматичної системи стикування «Ігла», за припущеннями — не розкрилась. Зроблено маневри на високих швидкостях, щоб рогорнути антену, але безрезультатно.
Згодом з'ясувалось, що антена відірвалась, коли скидався головний обтічник ракети-носія. Екіпаж вважав, що антена на місці і просто її не вдалося розгорнути в робочу позицію (під час запуску антена складена).
Під час невдалих спроб стикування витратилось багато палива. Щоб вистачило палива для гальмівного імпульсу космонавти відключили систему управління орієнтацією і завчасно повернулись на Землю. Посадка пройшла без проблем.

## Екіпаж

### Стартовий
- Основний

Командир Титов Володимир Георгійович
Бортінженер Стрекалов Геннадій Михайлович
Космонавт-дослідник Серебров Олександр Александрович
- Дублери

Командир Ляхов Володимир Афанасійович
Бортінженер Александров Олександр Павлович
Космонавт-дослідник Савіних Віктор Петрович
- Резервний

Командир Васютін Володимир Володимирович

## Хронологія польоту
Скорочення в таблиці: КК — космічний корабель.
Позначення на схемі: S7 — орбітальна станція «Салют-7»; C — Космос-1443.
| Дата      | Час (UTC) | Подія | Схема               |
| --------- | --------- | --- | ------------------- |
| 1983 рік  |           | |                     |
| 20 квітня | 13:10:54  | З космодрому Байконур ракетою-носієм Союз-У (11А511У) запущено КК Союз Т-8 з екіпажем Титов/Стрекалов/Серебров. | Салют-7+Космос-1443 |
| 22 квітня | 12:40?    | Гальмівний імпульс КК Союз Т-8 з екіпажем Титов/Стрекалов/Серебров.                                             | Салют-7+Космос-1443 |
| 22 квітня | 13:28:42  | Посадка КК Союз Т-8 з екіпажем Титов/Стрекалов/Серебров.                                                        | Салют-7+Космос-1443 |